# Irmã Elizabeth
Elizabeth Alves, mais conhecida como Irmã Elizabeth, foi uma missionária brasileira. Religiosa do "Instituto das Sacramentistas de Nossa Senhora", seu nome está diretamente ligado a emancipação do município fluminense de Quatis, já que no final da década de 1980 ela criou o Conselho Popular de Quatis, instituição que coordenou o movimento pela emancipação do então distrito de Barra Mansa. O município de Quatis foi criado em 1991, e, a princípio, foi administrado pelo Conselho Popular de Quatis, presidido pela irmã Elizabeth Alves, enquanto não se fazia eleição para prefeito.

## Biografia
Capixaba de nascimento, Elizabeth Alves chegou à cidade fluminense de Volta Redonda na década de 1960 para iniciar os trabalhos na igreja do bairro São Geraldo.
Na década de 1980, a religiosa iniciou seu trabalho missionário em Quatis, sendo a responsável pela reabertura da estrada de acesso ao bairro Santana e da escola local e pela criação e coordenação da Pastoral Rural de Quatis. Ela também foi responsável pela criação de 12 comunidades eclesiais de base e liderou o trabalho social na comunidade quilombola de Santana, onde, além de trabalhar pela reabertura da estrada e da escola locais, esteve à frente também da igreja.
Em 1993, depois de dez anos trabalhando em Quatis, recebeu um convite do então bispo da Diocese de Barra do Piraí-Volta Redonda, dom Waldyr Calheiros para trabalhar na comunidade do bairro São Geraldo, onde iniciou a implantação da Pastoral da Criança na diocese. A assistência teve início no distrito de Arrozal, com a pesagem e acompanhamento das crianças e em 2 anos em toda Diocese, acompanhavam quarenta mil crianças.
Em Arrozal, ela ainda foi figura importante na posse de áreas para construção de moradias para os mais necessitados.
Em 1996, fundou a Casa da Criança e do Adolescente em Volta Redonda, local que dava apoio aos trabalhos da Pastoral da Criança criada por Zilda Arns. A casa passou a desenvolver diversos projetos, entre eles o Curumim, voltado para crianças em risco social.

### Falecimento
Irmã Elizabeth veio a falecer no dia 28 de março de 2019, aos 80 anos, vitimada por um infarto.

### Homenagens
- Em 2017, o prefeito de Quatis, Bruno de Souza (PMDB), assinou o decreto número 2647/2017, que deu o nome a uma escola de "Escola Municipal Quilombola de Santana Irmã Elizabeth Alves" em sua homenagem.[3]